# Hermann von Schönburg-Waldenburg
Hermann Georg Viktor Adolf Prinz von Schönburg-Waldenburg (* 9. Januar 1865 in Leipzig; † 20. Oktober 1943 in Hermsdorf) war ein deutscher Diplomat, Fideikommissherr und Rittergutsbesitzer.

## Familie
Hermann von Schönburg-Waldenburg war Sohn des Generals der Kavallerie Georg Prinz von Schönburg-Waldenburg und der Luise geb. Prinzessin zu Bentheim-Tecklenburg-Rheda. Sein Großvater war Otto Victor I. Fürst von Schönburg-Waldenburg. Gustav Fürst zu Bentheim-Tecklenburg war sein Onkel, mit dessen Witwe Thekla geb. von Rothenberg (aus dem Hause Erbach-Fürstenau) er verheiratet war.

## Leben
Nach dem Abitur am Vitzthum-Gymnasium Dresden schlug Hermann von Schönburg-Waldenburg zunächst die Militärlaufbahn ein. Als Leutnant à la suite studierte er an der Rheinischen Friedrich-Wilhelms-Universität Bonn, der Universität Leipzig und der Friedrich-Wilhelms-Universität Berlin Rechtswissenschaft. 1886 wurde er im Corps Borussia Bonn recipiert. Nach dem Studium schlug er die diplomatische Laufbahn ein und wurde Legationsrat. 1907–1909 war er deutscher Generalkonsul in Budapest. Danach war er Königlicher preußischer Gesandter bei den Hansestädten. Von Schönburg-Waldenburg war Besitzer der Fideikommissherrschaft Schneeberg in Krain und der Rittergüter Hermsdorf und Grünberg in Sachsen. Er war Königlicher sächsischer Major à la suite und lebte zuletzt auf Schloss Hermsdorf bei Radeberg.

## Siehe auch

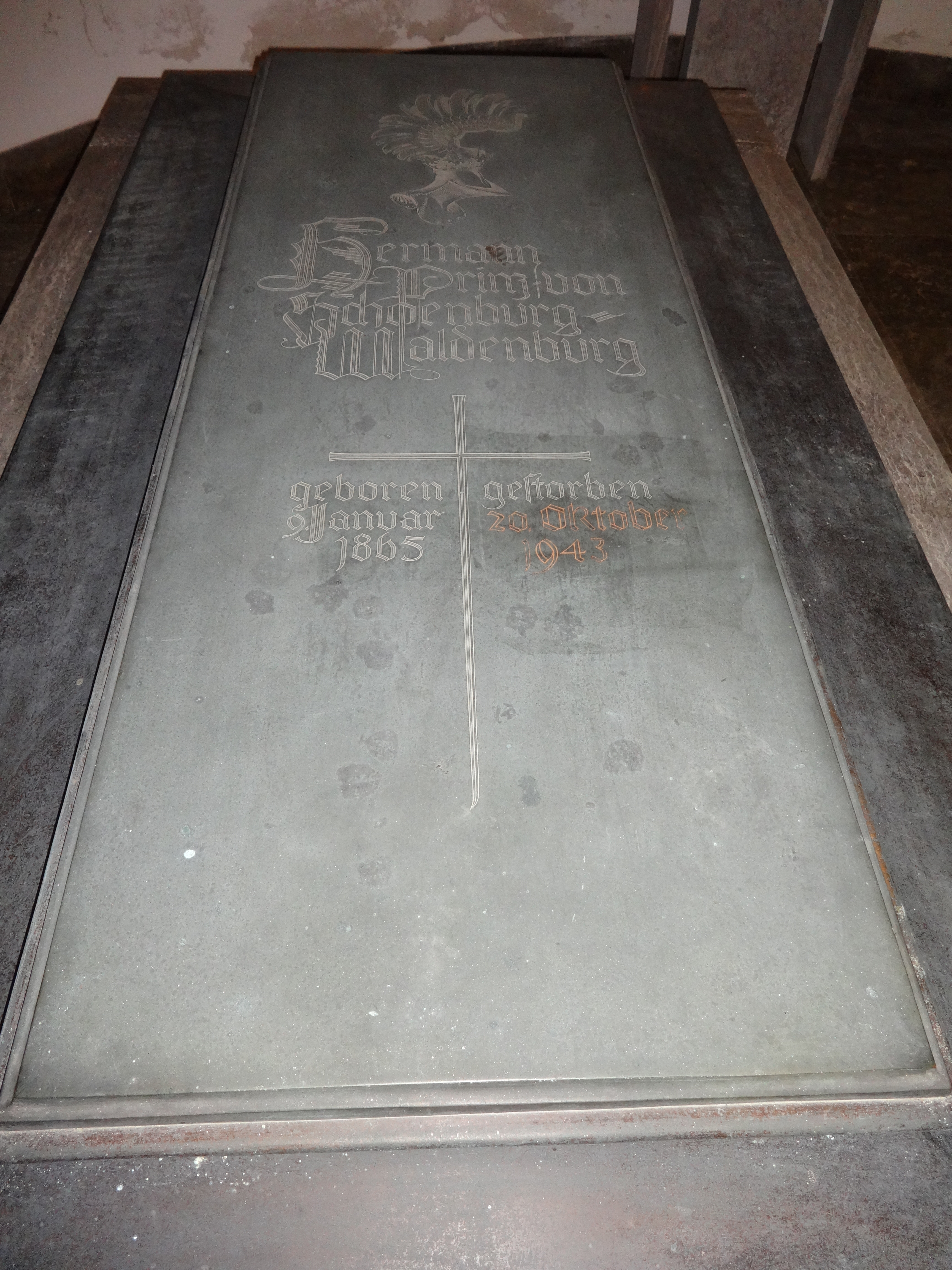
Grab in der Gruft von Schloss Hermsdorf